# Josef Grahsl
Josef Grahsl (ur. 2 maja 1908) – austriacki zapaśnik walczący w stylu klasycznym. Olimpijczyk z Berlina 1936, gdzie zajął trzynaste miejsce w wadze lekkiej.

## Letnie Igrzyska Olimpijskie 1936
| Konkurencja          | Rundy eliminacyjne       | Rundy eliminacyjne         | Rundy eliminacyjne         | Klas. końcowa |
| Konkurencja          | Przeciwnik I             | Przeciwnik II              | Przeciwnik III             | Miejsce       |
| -------------------- | ------------------------ | -------------------------- | -------------------------- | ------------- |
| 66 kg styl klasyczny | Herbert Olofsson (SWE) P | Sotirios Vatanidis (GRE) Z | Zbigniew Szajewski (POL) P | 13.           |